# Aleksander Zawadzki

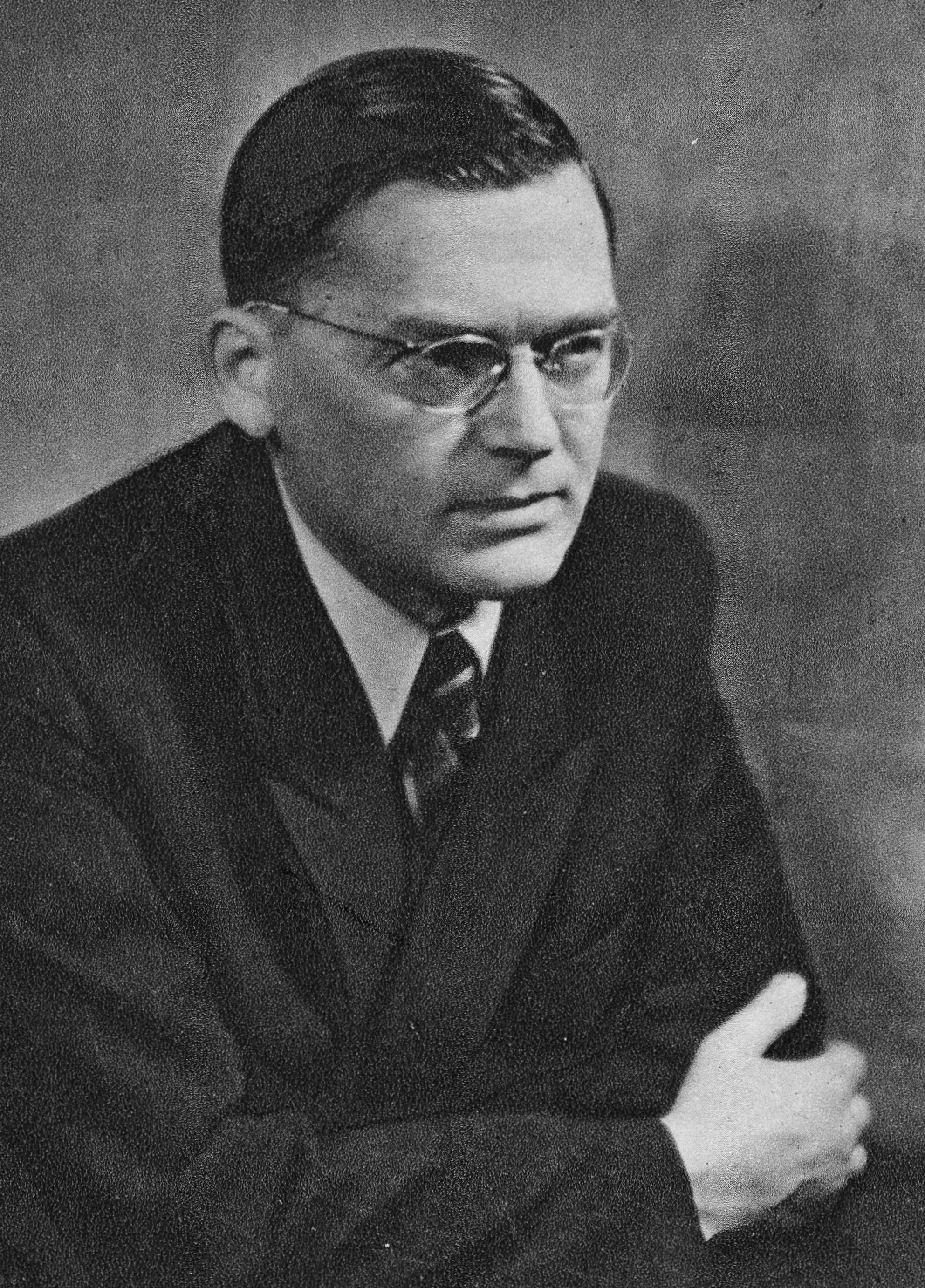
Aleksander Zawadzki

Aleksander Zawadzki (* 16. Dezember 1899 in Ksawera bei Będzin; † 7. August 1964 in Warschau) war ein polnischer General und kommunistischer Politiker (KPRP/KPP, PPR, PZPR). Er war von 1952 bis 1964 Staatsratsvorsitzender der Volksrepublik Polen.

## Leben
Zawadzki wurde in einer Arbeitersiedlung namens Ksawera (heute innerhalb der Stadt Będzin) in dem damals zum Russisch-Polen gehörenden Dombrowaer Kohlebecken, nahe dem Dreiländereck Russland/Deutsches Reich/Österreich-Ungarn geboren. Während des Ersten Weltkriegs wurde er von den deutschen Besatzern als Feldarbeiter nach Thüringen verschleppt. Danach arbeitete er in Oberschlesien in der Grube Hohenzollern in Beuthen und Laura-Stahlhütte in Siemianowitz. Nach der Rückkehr in die Heimatstadt trat er der neugebildeten polnischen Armee bei und kämpfte gegen die Rote Armee im polnisch-sowjetischen Krieg, zuletzt als Unteroffizier.
Nach dem Krieg war Zawadzki arbeitslos. Seit 1922 war er Mitglied des Kommunistischen Jugendverbandes in Polen und seit 1923 der Kommunistischen Arbeiterpartei Polens (KPRP). In der Folgezeit wurde er aufgrund dieser Aktivitäten mehrmals verhaftet, da die Kommunistische Partei im Polen der Zwischenkriegszeit kriminalisiert wurde und so Aktivität in ihren Reihen illegal war. Zwischen den Freiheitsstrafen unternahm er mehrere Reisen in die Sowjetunion. 1939 verbüßte er eine Gefängnisstrafe in Brest und wurde nach der Einnahme der Stadt durch die Sowjets freigelassen. Zunächst arbeitete er bis 1941 in der Kreisverwaltung Pinsk, nach dem deutschen Überfall auf die Sowjetunion 1941 wurde er zunächst in die Umgebung Stalingrads evakuiert, wo er in einem Bau-Bataillon der Roten Armee tätig war. 1942 wurde er auf Intervention Georgi Dimitroffs aufgrund von Herzproblemen von dieser Tätigkeit entbunden und als Bergbauarbeiter in der Nähe Nowosibirsks eingesetzt.
Seit 1943 gehörte er dem Bund Polnischer Patrioten und der polnischen Armee in der Sowjetunion an und war aufgrund seiner militärischen Erfahrung, der Bekanntschaft mit Karol Świerczewski und nicht zuletzt den Kontakten zum NKWD schnell zum Offizier aufgestiegen, er wurde zum Leiter der Politabteilung der Armee ernannt. 1944 trat Zawadzki in die Polnische Arbeiterpartei (PPR) ein und wurde ins Zentralkomitee der Partei und als Abgeordneter in den Landesnationalrat aufgenommen. 1945 wurde er zum Divisionsgeneral befördert und zum Woiwoden der neu gebildeten Woiwodschaft Schlesien-Dombrowa ernannt, welche die beiden benachbarten Bergbaugebiete in Oberschlesien und Dombrowaer Kohlebecken vereinte.
General Aleksander Zawadzki erließ in seiner Eigenschaft als Woiwode in den besetzten bzw. faktisch an Polen angeschlossenen und damals noch mehrheitlich durch Deutsche bevölkerten Gebieten am 18. Juni 1945 den Befehl, die deutsche Zivilbevölkerung aus ihren Wohnungen zu vertreiben und sie in Internierungslager zu überführen. Dieser von ihm erteilte Befehl führte dann zur Einrichtung des Lagers in Lamsdorf, welches bereits im Zweiten Weltkrieg ein Kriegsgefangenenlager der deutschen Luftwaffe war. In diesem Lager wurde dann die deutsche Zivilbevölkerung festgehalten, welche durch Vertreibung entfernt werden sollte oder die Flucht nach Westen nicht mehr geschafft hatte. Zwischen 1000 und 1500 Männer, Frauen und Kinder wurden im Lager Lamsdorf teils von polnischen Lager-Aufsehern umgebracht oder starben an Hunger und Krankheiten. Das Lager wurde bis Herbst 1946 betrieben.
Teilweise wird behauptet, dass Zawadzki als Woiwode letztendlich nicht eigenverantwortlich handeln konnte und, nachdem er den wachsenden Unmut der Bevölkerung beobachtet hatte, sich bei Konstantin Rokossowski für die Freilassung der den polnischen Dialekt beherrschenden Oberschlesier einsetzte.
Seit 1947 war Zawadzki Sejm-Abgeordneter. Nach der Vereinigung der Polnischen Arbeiterpartei mit der Polnischen Sozialistischen Partei zur Polnischen Vereinigten Arbeiterpartei (PVAP) 1948 war er ein Sekretär des Zentralkomitees. Vom 20. Januar bis 10. Juni 1949 und erneut zwischen 28. April 1950 bis 21. November 1952 war er Stellvertretender Ministerpräsident im ersten Kabinett Cyrankiewicz und 1949 bis 1950 Vorsitzender im Zentralen Rat der Gewerkschaften. Am 10. November 1952 wurde er zum Staatsratsvorsitzenden und somit Staatsoberhaupt, gewählt. Bis zu seinem Tod 1964 blieb er Sejm-Abgeordneter und Staatsratsvorsitzender.

## Einzelbelege
1. ↑  Gemäß der Munzinger-Biographie sollte er auf der bolschewistischen Seite am russischen Bürgerkrieg beteiligt gewesen sein. Dies steht im Widerspruch zu sämtlichen polnischen Quellen.
2. ↑  Tomasz Szymczyk: Aleksander Zawadzki...

| Personendaten    | Personendaten                        |
| ---------------- | ------------------------------------ |
| NAME             | Zawadzki, Aleksander                 |
| KURZBESCHREIBUNG | polnischer kommunistischer Politiker |
| GEBURTSDATUM     | 16. Dezember 1899                    |
| GEBURTSORT       | Ksawera bei Będzin                   |
| STERBEDATUM      | 7. August 1964                       |
| STERBEORT        | Warschau                             |